# Орден Благовещения Пресвятой Девы Марии
Орден Благовещения Пресвятой Девы Марии (лат.  Ordo de Annuntiatione Beatæ Mariæ Virginis, O.Ann.M) — женский католический монашеский орден, основанный Жанной Французской в 1501 году. Орден известен также под коротким именем аннунциатки (лат. Annuntiatio — Благовещение), однако не следует его путать с женской конгрегацией Сёстры Божьей Матери Благовещения, членов которой также называют аннунциатки.

## История
После аннулирования брака с Людовиком XII королева Жанна удалилась в Бурж, где в 1501 году основала женский созерцательный монашеский орден, посвящённый Благовещению Пресвятой Девы Марии. Создание ордена было утверждено папой Александром VI, 8 октября 1502 года пять первых монахинь облачились в монашеские одеяния, сама основательница принесла торжественные обеты 4 июня 1503 года.
Особенностью духовной жизни ордена было подражание «10 добродетелям Девы Марии», духовное правило, разработанное св. Жанной. Первым настоятелем монастыря в Бурже стал духовник Жанны, францисканец Жильбер Николя (en:Gilbert Nicolas). В 1517 году папа Лев X поместил аннунциаток под юрисдикцию францисканского ордена, их орденским облачением стал серый францисканский хабит с алым скапулярием и белой мантией.

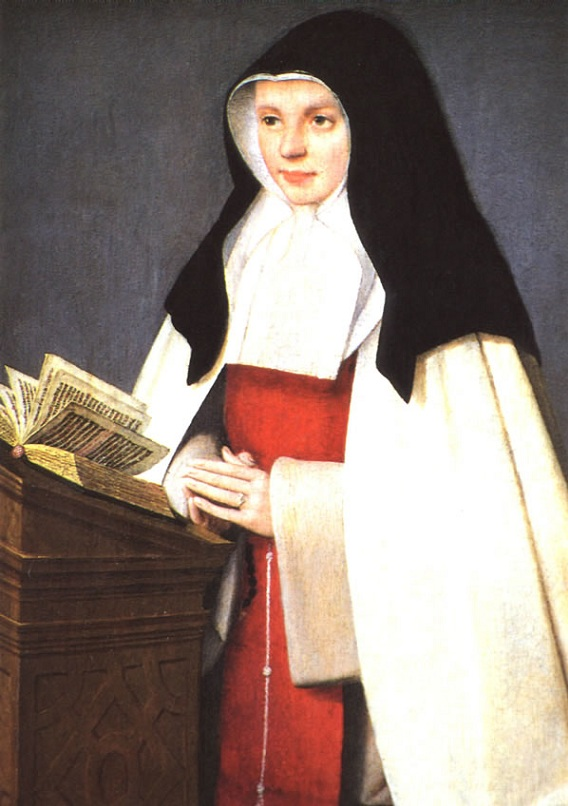
Св. Жанна Французская в монашеском облачении

Под руководством о. Николя, принявшего монашеское имя Габриэль Мария, орден начал быстро развиваться, были основаны обители
в Альби (1507), Бетюне (1516), Брюгге (1517), Родезе (1519), Бордо (1520), Шантлу (1529) и Лёвене (1530).
На пике своего расцвета накануне великой французской революции Орден владел сорока пятью монастырями во Франции и Южных Нидерландах (совр. Бельгии).
Во время революции орден получил сокрушительный удар, монастыри были закрыты, более тысячи монахинь изгнаны из обителей, многие были убиты и арестованы. Всё имущество аннунциаток, как и большинства других монашеских орденов Франции, было конфисковано и продано. Однако орден сумел избежать полного уничтожения, и частично восстановился в XIX веке, хотя и сильно сократился в размерах.
В 1950 году была канонизирована основательница ордена.

## Современное состояние
По данным на 2020 год в ордене аннунциаток состояло около 80 сестёр, орден насчитывает 7 монастырей:
- Франция — Вильнёв-сюр-Ло, Тье, Грантвиль и Сен-Дульшар.
- Бельгия — Вестмалле.
- Коста-Рика — Алахуэла
- Польша — Громблин (гмина Крамск)[5].